# Hamurana
Hamurana  est un village et une zone de sources naturelles situés sur le côté nord du lac Rotorua, dans le secteur de  district de Rotorua Lakes (en) dans la baie de l’Abondance de l’île du Nord de la Nouvelle-Zélande.
Il comprend les plus profondes sources naturelles de l’île du Nord, émergeant à partir une zone rocheuse située dans la Hamurana Springs Recreation Reserve.

## Démographie
La localité d'Hamurana avait une population de 1 032 habitants  lors du recensement de 2018 en Nouvelle-Zélande, en augmentation de 27 personnes (soit 2,7 %) depuis le recensement de 2013 et en augmentation de 69 personnes (soit 7,2 %) depuis le recensement de 2006 en Nouvelle-Zélande.
Il y avait 402 logements.
On notait la présence de 522 hommes et 510 femmes, donnant un sexe-ratio de 1,02 homme pour une femme.
L’âge médian était de 49,4 ans (comparé avec les 37,4 ans au niveau national), avec 165 personnes (soit 16,0%) âgées de moins de 15 ans, 114 personnes (soit 11,0 %) âgées de 15 à 29 ans, 567 personnes (soit 54,9 %) âgées de 30 à 64 ans et 189 personnes (18,3 %) âgées de 65 ans ou plus.
L’ethnicité était pour 91,0 % européens/Pākehās, 16,9 % Maori, 1,2 % personnes du Pacifique, 2,6% d’origine asiatique et 2,0 % d’une autre ethnicité (le total peut faire plus de 100 % dès lors que les personnes peuvent s’identifier avec de multiples ethnies).
La proportion des personnes nées outre-mer était de 19,8 %,comparée avec 27,1 % au niveau national.
Bien que certaines personnes objectent à donner leur religion, 54,7 % n’avaient aucune religion, 32,8% étaient chrétiens et 2,6 % avaient une autre religion.
Parmi ceux de moins de 15 ans d’âge, 201 personnes (23,2 %)  avaient un niveau de licence ou d’un degré supérieure et 147 personnes (17,0 %) n’avaient aucune qualification formelle.
Le revenu médian était de 39.000 $, comparé avec les 31.800 $ au niveau national.
Le statut d’emploi de ceux d’au moins 15 ans était pour 480 personnes (soit 55.4%) employé à plein temps, 141 personnes (soit 16,3%) étaient à temps partiel et 18 personnes (2.1 %) étaient sans emploi.

## La réserve de Hamurana Springs Recreation Reserve
Les sources de Hamurana Springs sont une collection de sources sur le site, officiellement nommé Hamurana Springs Recreation Reserve depuis 1971.

### Hangarua Spring
La principale source est située à 920 pieds (280 m) au dessus du niveau de la mer, et est à approximativement 15 mètres (50 ft) de profondeur.
Elle produit un volume estimé de 4 millions de litres par heure d’une eau claire et cristalline, à une température pratiquement constante de 10 degrés Celsius.
La roche entourant la source est volcanique formée de rhyolite.
La source d’eau circule vers le bas à partir du plateau de Mamaku (en) dans des aquifères souterrains, prenant 70 ans d’âge avant de sortir de là.

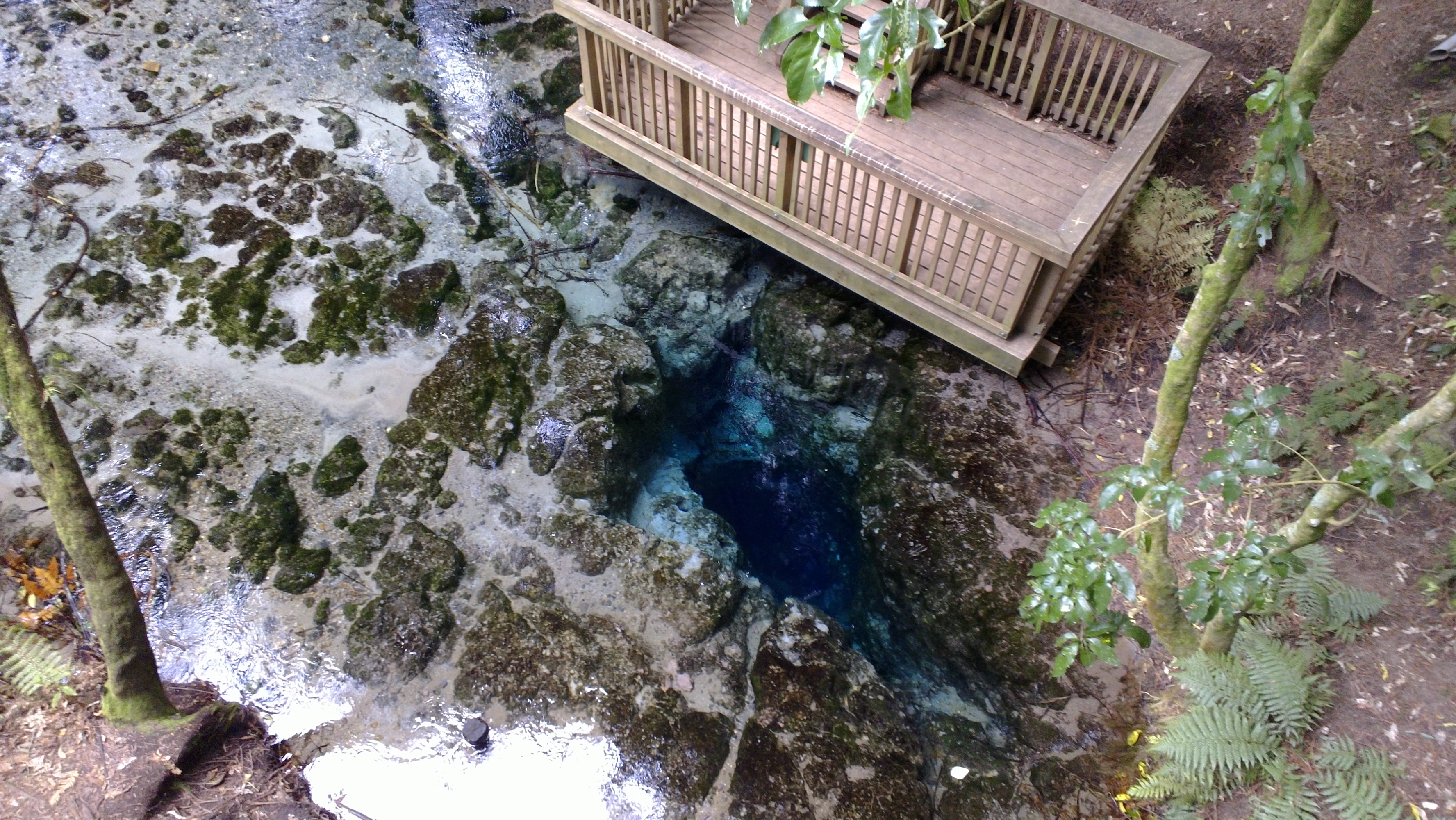
Vue des sources d’Hangarua à partir du niveau supérieur de la plate-forme d’observation située dans Hamurana Springs Recreation Reserve, près de Rotorua, NZ.

### Les sables dansants de la source
Une autre source identifiée dans la réserve est dénommée : la Dancing Sands spring, d’après les effets de l’eau émergente sur le sable en dessous de la source.

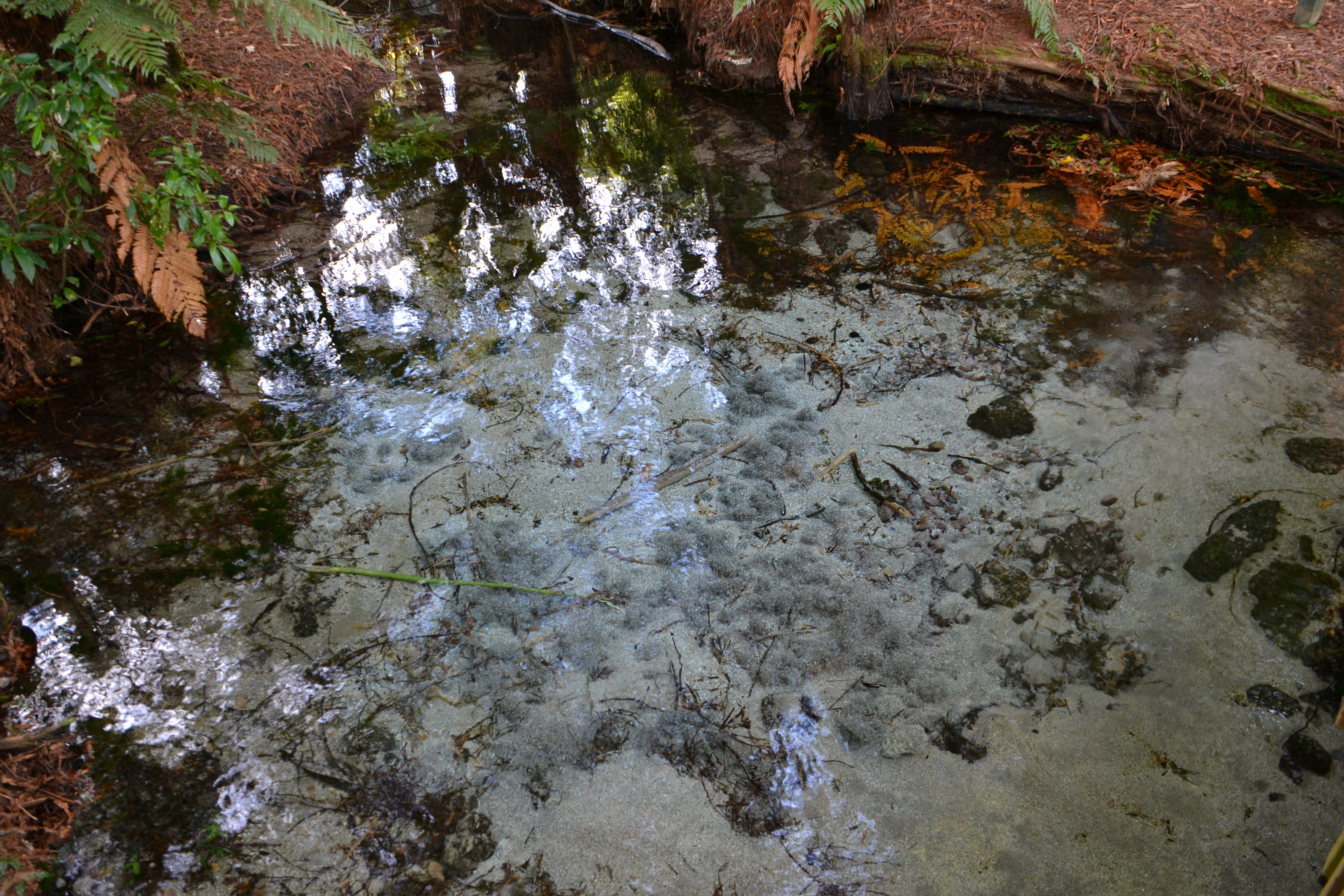
La source de Dancing Sands au niveau de Hamurana Springs Recreation Reserve, près de Rotorua, NZ.

### Cours d’eau Hamurana
L’écoulement de la source sous forme d’un cours d’eau sur approximativement un kilomètre dans la Hamurana Springs Recreation Reserve à travers une forêt d’arbres de type redwoods avant de rejoindre le lac Rotorua.
En été, le cours est le domicile de truite arc-en-ciel ou rainbow trout, qui préfèrent les eaux plus froides de la source.

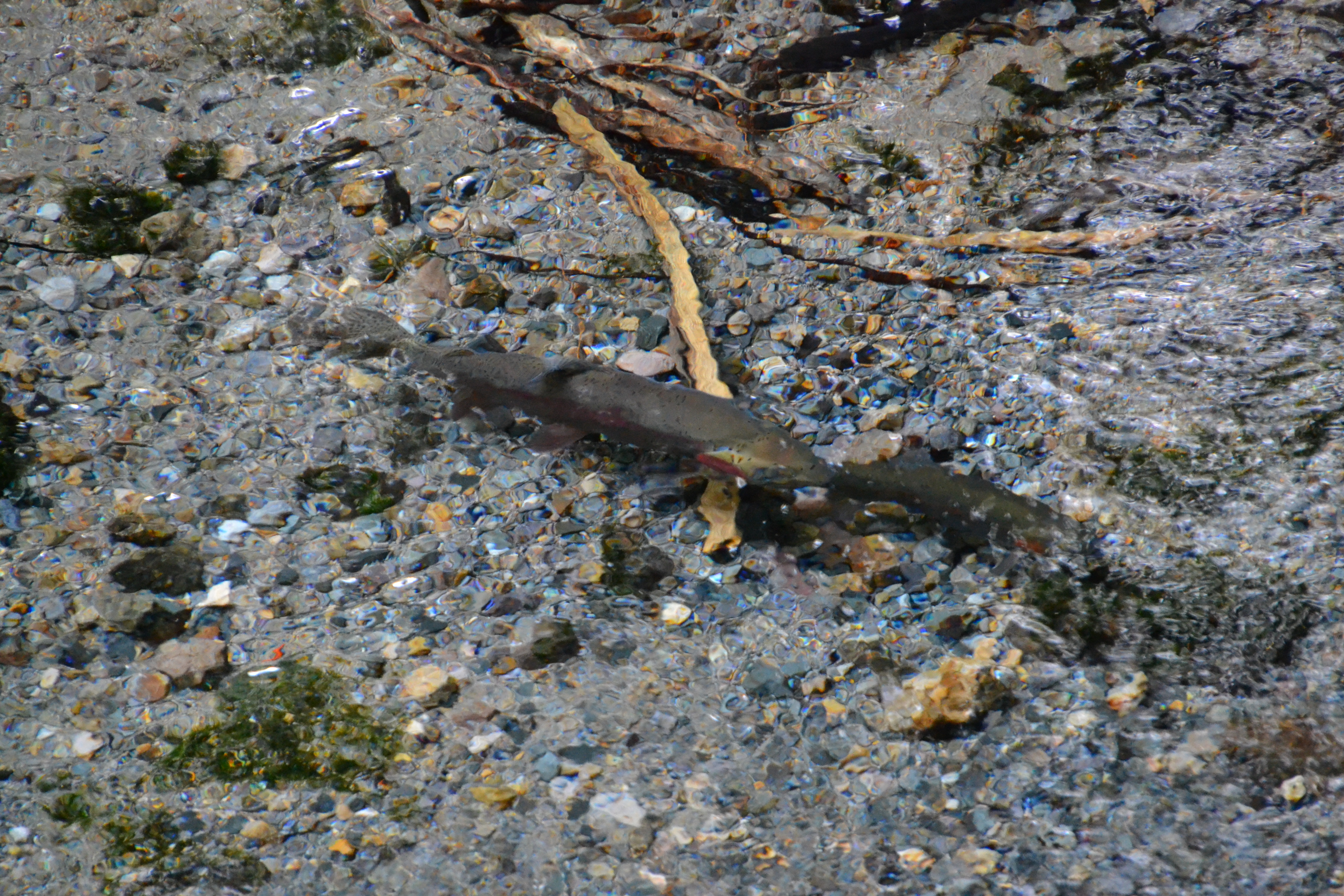
Des truites tout près de la source de Hangarua Spring dans la « Hamurana Springs Recreation Reserve »

### Propriété
La propriété de la source et d’autres sites à proximité, qui sont de significations culturelles importantes pour les Maoris était revenues aux iwi des Ngati Rangiwewehi (en) dans le cadre du Ngati Rangiwewehi Claims Settlement Bill 2014.
L’Act déclare ainsi Hamurana Springs A et Hamurana Springs B comme réserves pour les sections 17 et 18 respectivement dans le cadre du Reserves Act 1977 (en).
La Hamurana Springs Incorporated Society fondée en 2003 par les membres de la communauté d'Hamurana était un groupe de volontaires, qui se dédièrent à restaurer les terrains et la mise en état du chemin de randonnée en direction des sources.
L’accès pour le public vers les sources et la réserve est maintenu par la société locale historique, il est gratuit et continuera à constituer un accès libre du public, étant néanmoins l’objet de rumeurs pour être une stipulation dans la colonisation; toutefois, l’accès est maintenant complément enclos et seul un accès payant en 2019 est disponible.